# Dingsør Dome
Der Dingsør Dome ist ein kleiner Eisdom an der Lars-Christensen-Küste des ostantarktischen Mac-Robertson-Lands. Er ragt 17,5 km südlich des Point Williams auf.
Teilnehmer der British Australian and New Zealand Antarctic Research Expedition (1929–1931) unter der Leitung des australischen Polarforschers Douglas Mawson entdeckten ihn im Februar 1931. Mawson benannte den Eisdom nach Bernt Theodor Dingsør (1891–unbekannt), Walfanginspektor der norwegischen Regierung, der an Bord der Kosmos Mawsons Expedition am 29. Dezember 1930 mit Kohle ausgeholfen hatte.